# 傅天琳
傅天琳（1946年1月24日—2021年１0月23日）
，女，四川资中人，中国诗人，曾任中国诗歌学会副会长，重庆新诗学会会长。

## 生平
- 2007年09月28日，詩集《綠色的音符》榮獲了中國作家協會第一屆（1979年—1982年）全國優秀新詩獎
- 2010年10月19日，詩集《檸檬葉子》榮獲了第五屆魯迅文學獎。